# Stadionul Steaua (2021)
Het Stadionul Steaua (Roemeens: Stadionul Steaua) is een multifunctioneel stadion in Boekarest, de hoofdstad van Roemenië. 
Dit stadion verving het oude stadion, dat dezelfde naam droeg en op dezelfde plek stond. De bouw van het stadion begon in februari 2019 en duurde tot november 2020. De kosten waren €94.7 miljoen. De openingswedstrijd vond plaats op 7 juli 2021 en ging tussen CSA Steaua en OFK Beograd, het eindigde in 6–0. In het stadion kunnen 31.350 toeschouwers.
CSA Steaua Boekarest maakt gebruik van dit stadion. Het stadion wordt ook gebruikt voor het Europees kampioenschap voetbal onder 21 van 2023.